# Patanapong Sripramote
Patanapong Sripramote (thailändisch พัฒฐณพงศ์ ศรีปราโมช, * 3. Februar 1974 in Bangkok) ist ein thailändischer Fußballtrainer und ehemaliger Fußballspieler.

## Karriere

### Spieler

#### Verein
Als Spieler war Patanapong Sripramote für den Bangkoker Verein Raj-Pracha FC aktiv.

#### Nationalmannschaft
Von 1993 bis 2000 spielte Patanapong Sripramote 28-mal in der thailändischen Nationalmannschaft. Mit der Mannschaft nahm er viermal an den Südostasienspielen teil. Hier gewann er 1993, 1995, 1997 und 1999 die Goldmedaille.

### Trainer
Vom 1. Mai 2018 bis Saisonende trainierte Patanapong Sripramote den Khon Kaen FC. Der Verein aus Khon Kaen spielte in der zweiten Liga, der Thai League 2. Am 1. April 2019 wurde er Co-Trainer beim Zweitligaaufsteiger Ayutthaya United FC. Bei dem Verein aus Ayutthaya stand er 27-mal unter Trainer Anurak Srikerd an der Seitenlinie. Im Januar 2020 übernahm er das Traineramt beim Drittligisten Raj-Pracha FC. Bei dem Hauptstadtverein stand er bis November 2020 unter Vertrag. Am 10. März 2023 übernahm er zum zweiten Mal das Traineramt beim Zweitligisten Raj-Pracha FC. Am Ende der Saison musste er mit dem Verein in die dritte Liga absteigen.

## Erfolge

### Spieler

#### Nationalmannschaft
- Südostasienspiele: 1993, 1995, 1997, 1999